# Верижников, Сергей Михайлович
Сергей Михайлович Верижников — советский хозяйственный и политический деятель.

## Биография
Родился в 1914 году в Орле. Член КПСС.
Окончил Ленинградский инженерно-строительный институт.
Участник Великой Отечественной войны: политрук 1-й батареи 241-го противотанкового артиллерийского дивизиона 115-й стрелковой дивизии
В 1954—1955 гг. — заведующий отделом строительства и строительных материалов Ленинградского горкома КПСС.
В 1955—1961 гг. — секретарь Ленинградского горкома КПСС.
В 1961—1965 гг. — первый заместитель председателя Ленинградского горисполкома.
В 1965—1975 гг. — заместитель директора Зонального научно-исследовательского и проектного института типового и экспериментального проектирования жилых и общественных зданий.
Депутат Верховного Совета РСФСР 6-го созыва. Делегат XXII съезда КПСС.
Умер в 1979 году в Ленинграде.